# Concordia-malom
A Concordia Gőzmalom Részvénytársaság gőzmalma, röviden Concordia-malom egy nagy múltú budapesti élelmiszeripari üzem, gőzmalom volt. Az épületben működött 1978 és 2012 között a Malomipari Múzeum.

## Története
Az ötemeletes épület Wechselman Ignác tervei szerint épült 1865-ben vagy 1866-ban a Soroksári út (88-90., ma: 24.) – Dandár utca – Vaskapu utca közötti területen, majdnem az Ipar utcáig elnyúlva. A ferencvárosi Duna-parton ez volt az első nagyobb ipartelep és az első nagy gőzmalom, melyet csakhamar több másik követett, köztük a szomszédos Pesti Molnárok és Pékek Gőzmalma és kb. egy évtizeddel később a Gizella-malom. Végül egy egész malomnegyed alakult ki, és az itteni malmoknak meghatározó szerepük volt az iparág gyors fellendülésében.
A Concordia-malom 73 éven át, 1939-ig működött. Az épületét azonban – más budapesti gőzmalmoktól eltérően – a leállás után nem bontották el. 1948-ban állami kezelésbe került.
A védett ipari emlékké nyilvánított, hosszan elnyúló épület keleti, Vaskapu utca felőli részében működött egykor a gőzmalom, mellette állt a gépház a kiszolgáló berendezésekkel. A meghosszabbított, Soroksári út felőli épületrész néhány évvel később készült és raktár céljára szolgált.
Ennek négy emeletén rendezték be 1978-ban a Malomipari Múzeum kiállítását.
A létesítmény a Dandár utca felőli részen rendelkezett egy különálló nagyobb, négyemeletes épülettel. Ez 2018-ban, tűzvészben pusztult el.

## Képtár

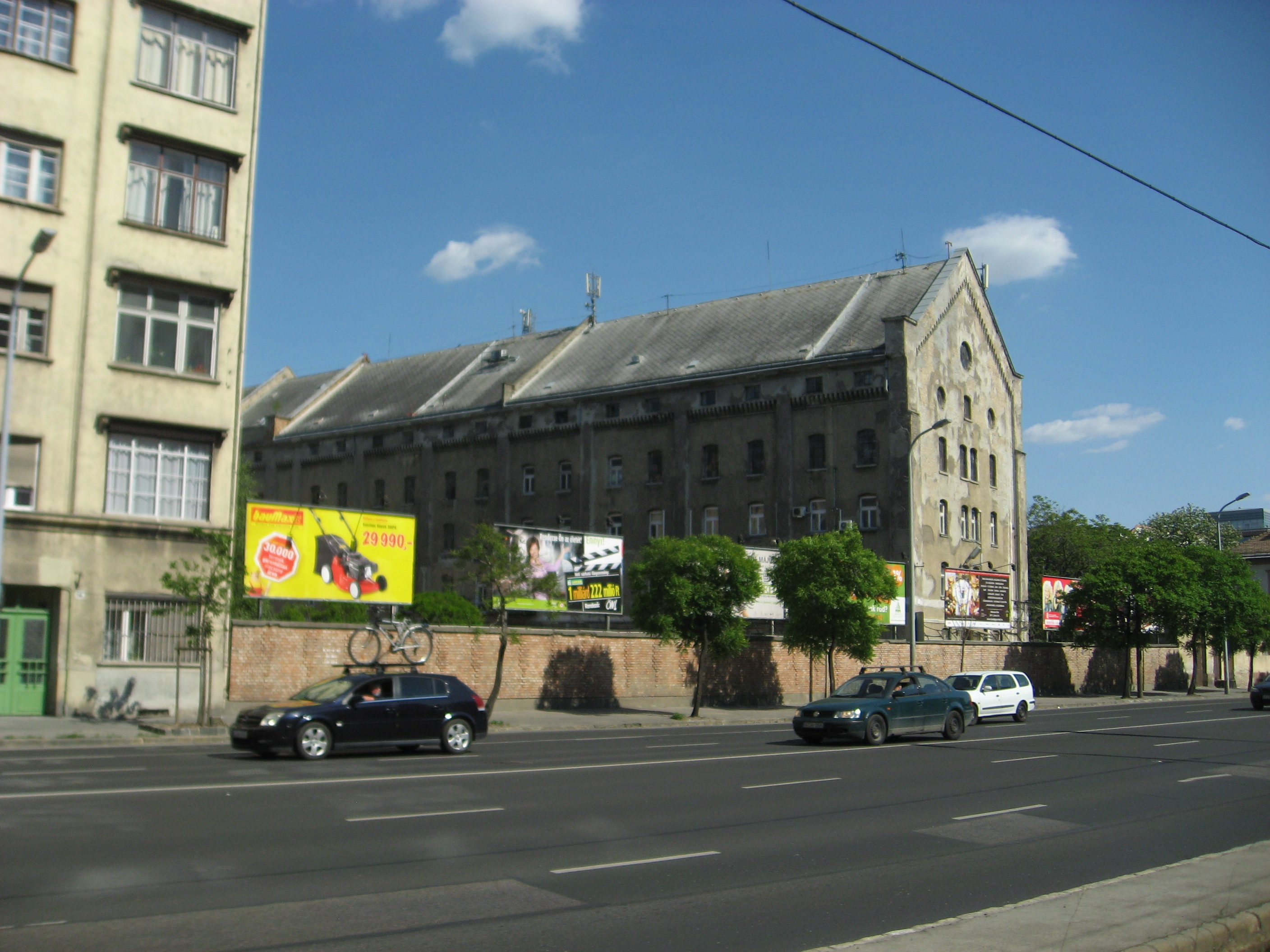
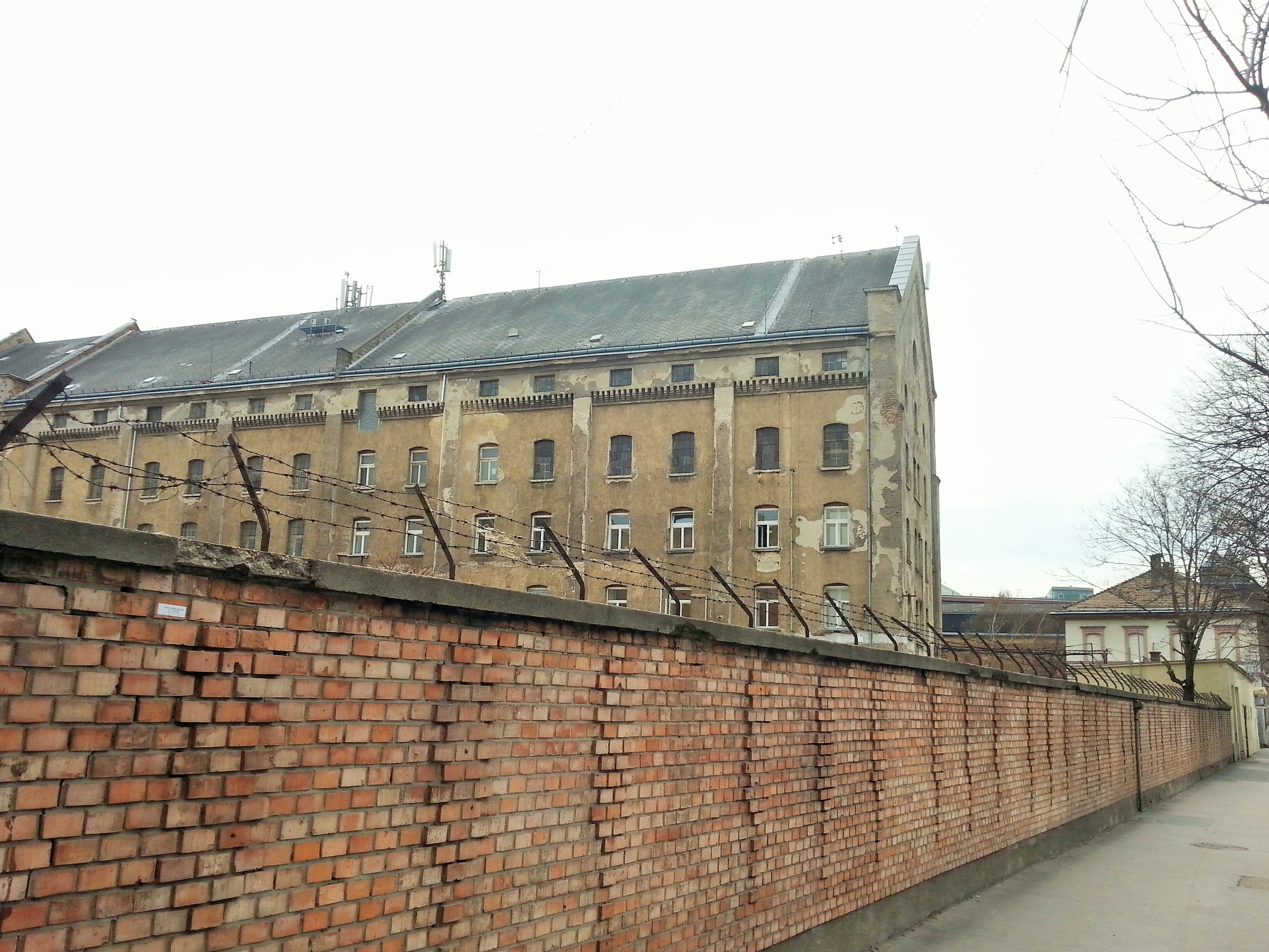
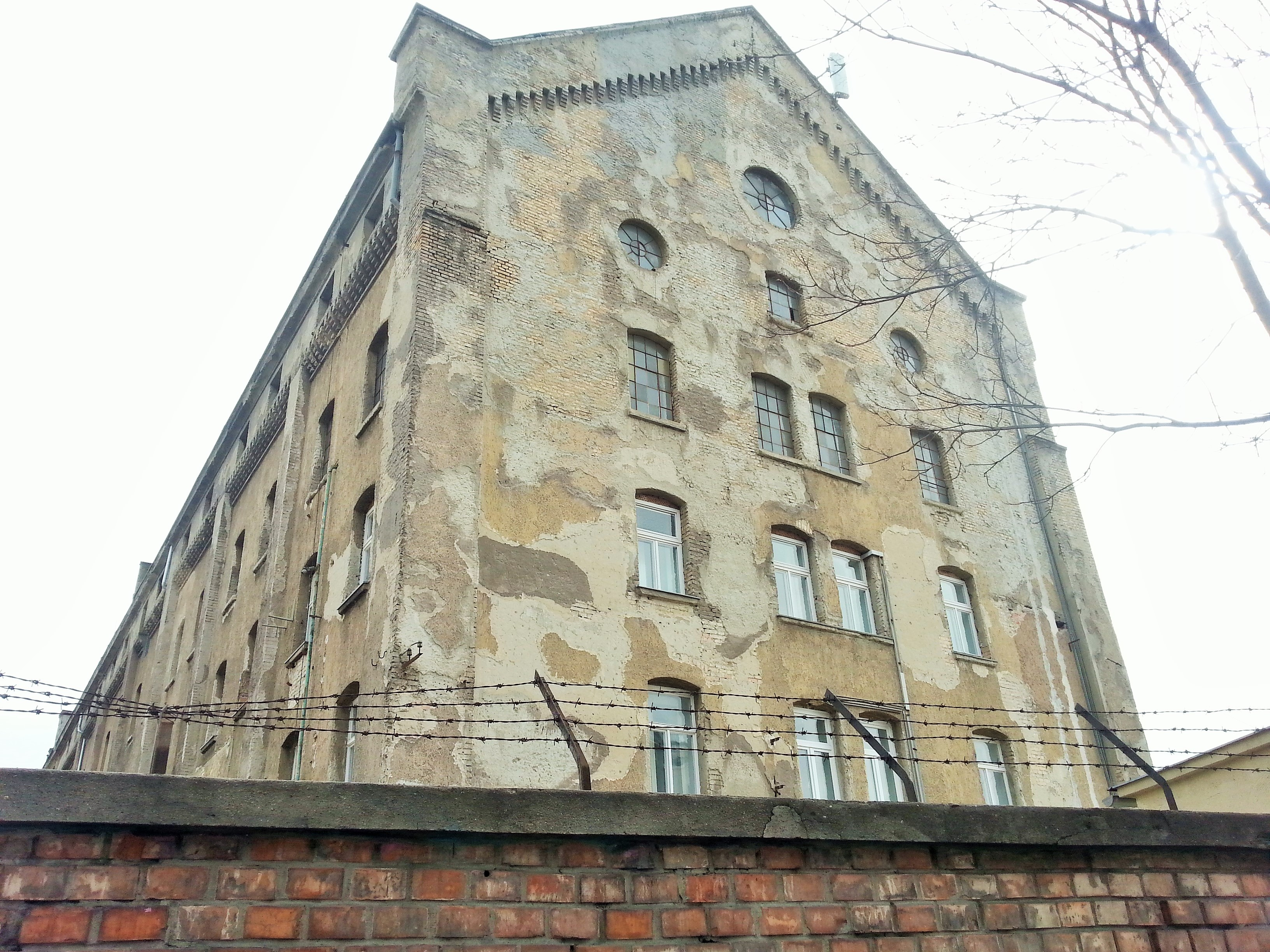
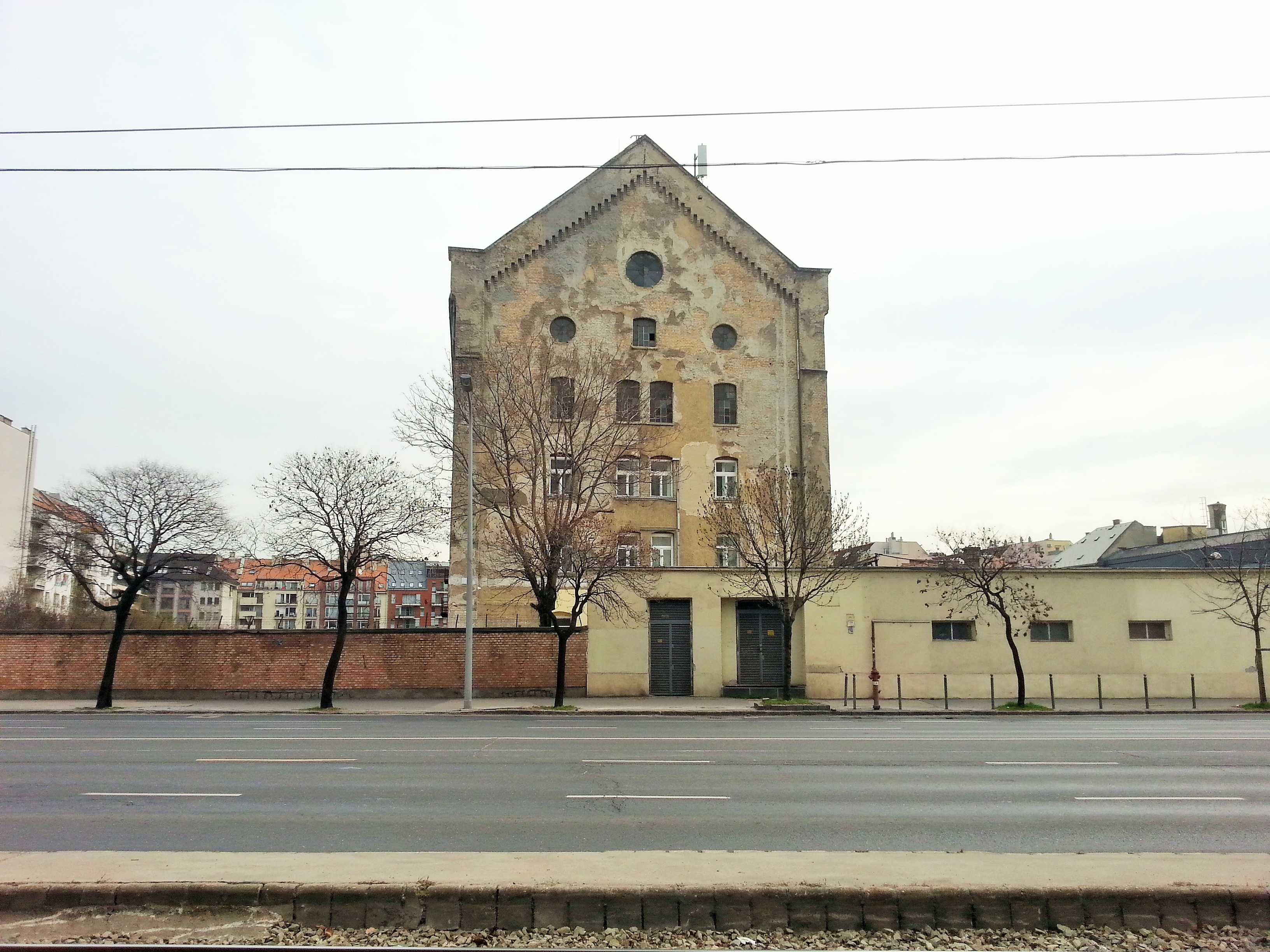
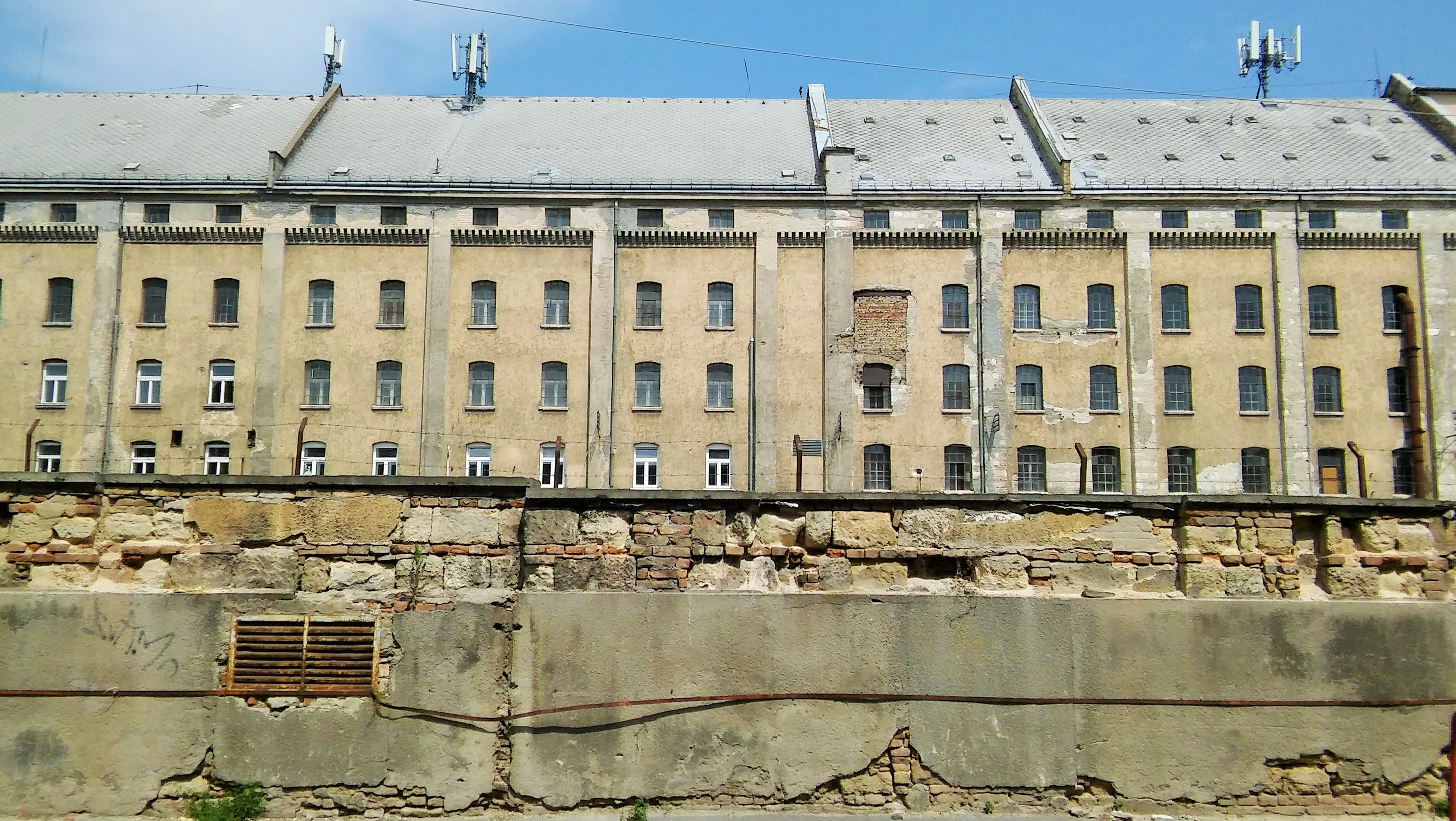
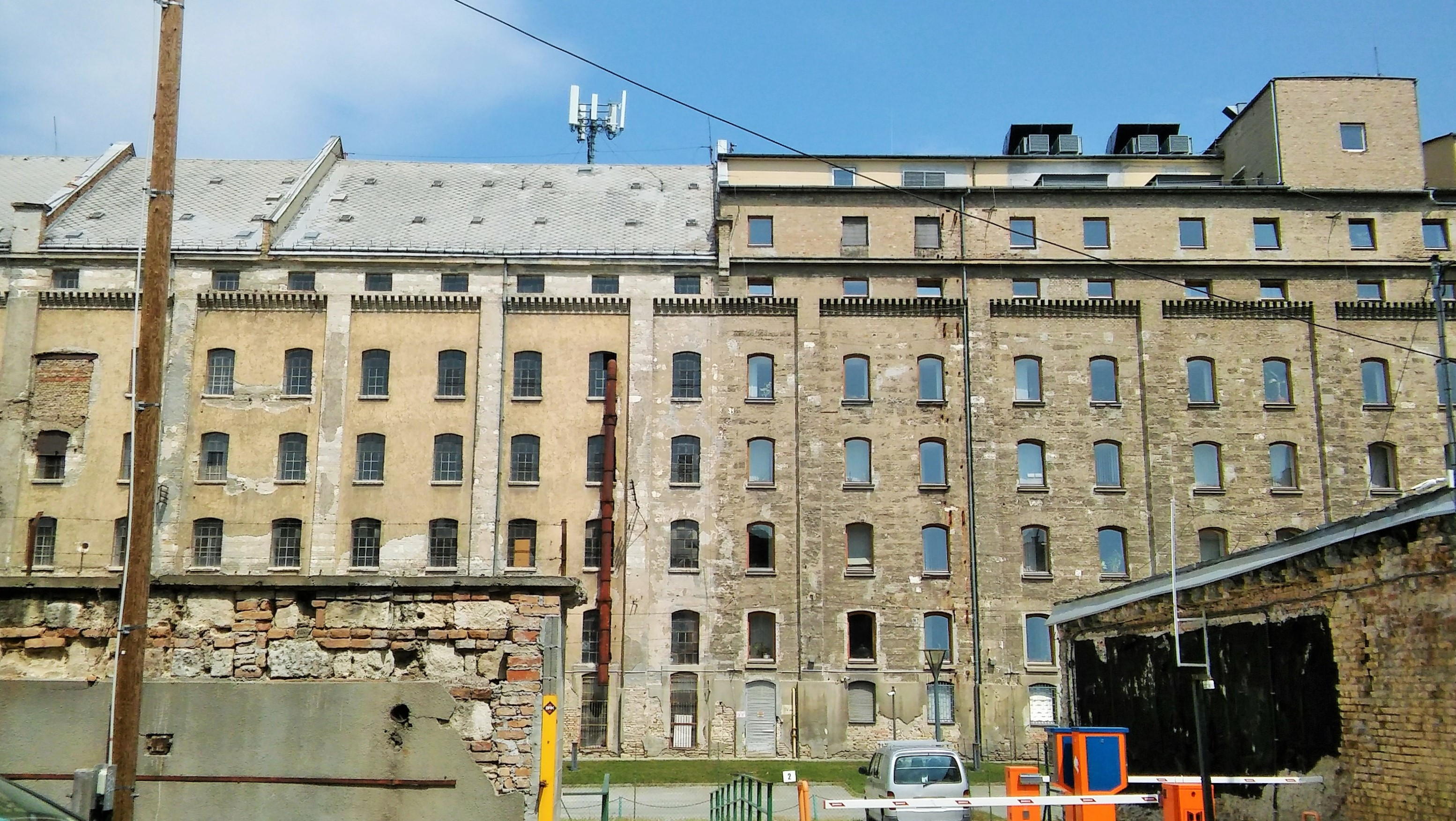
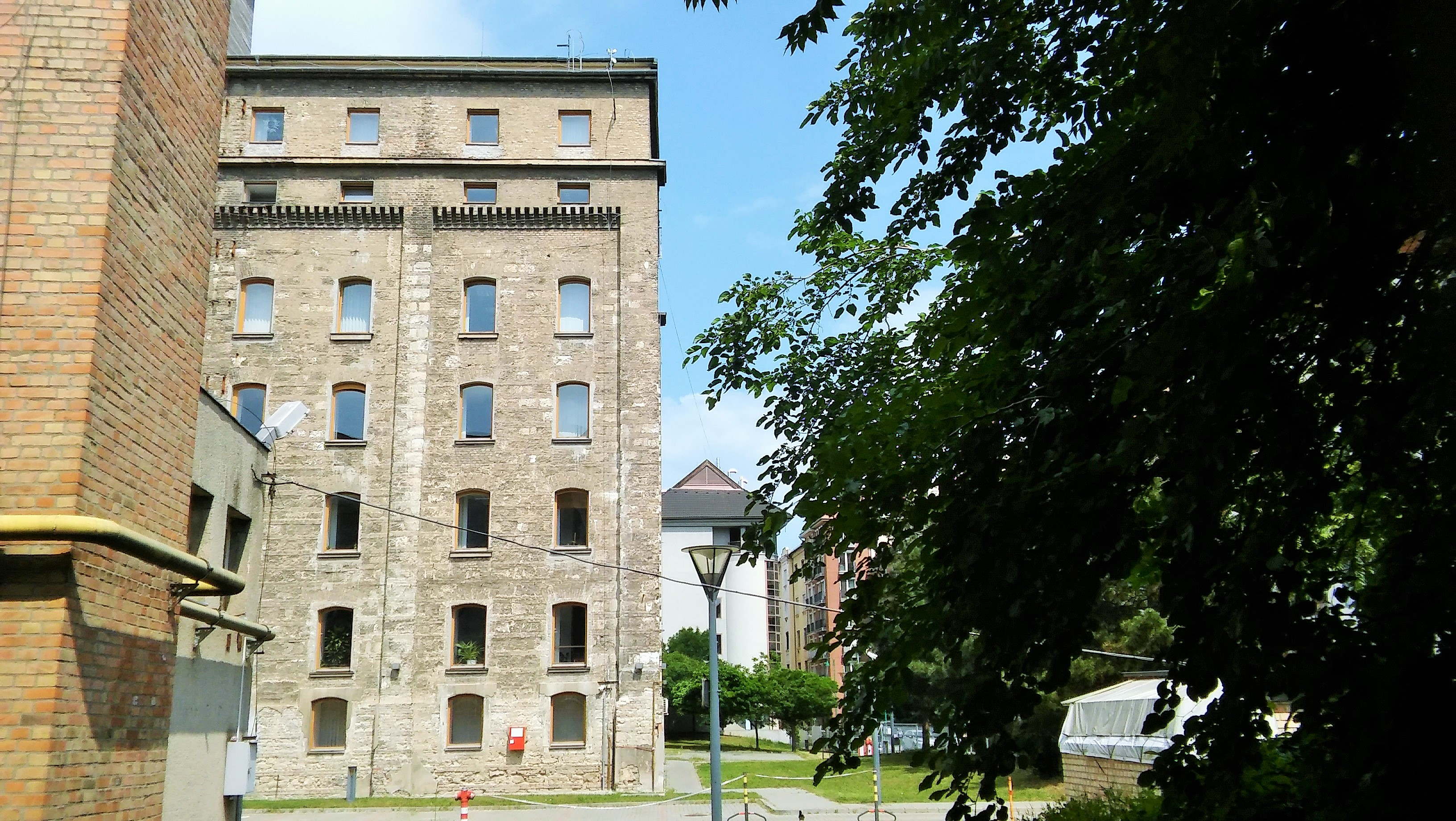
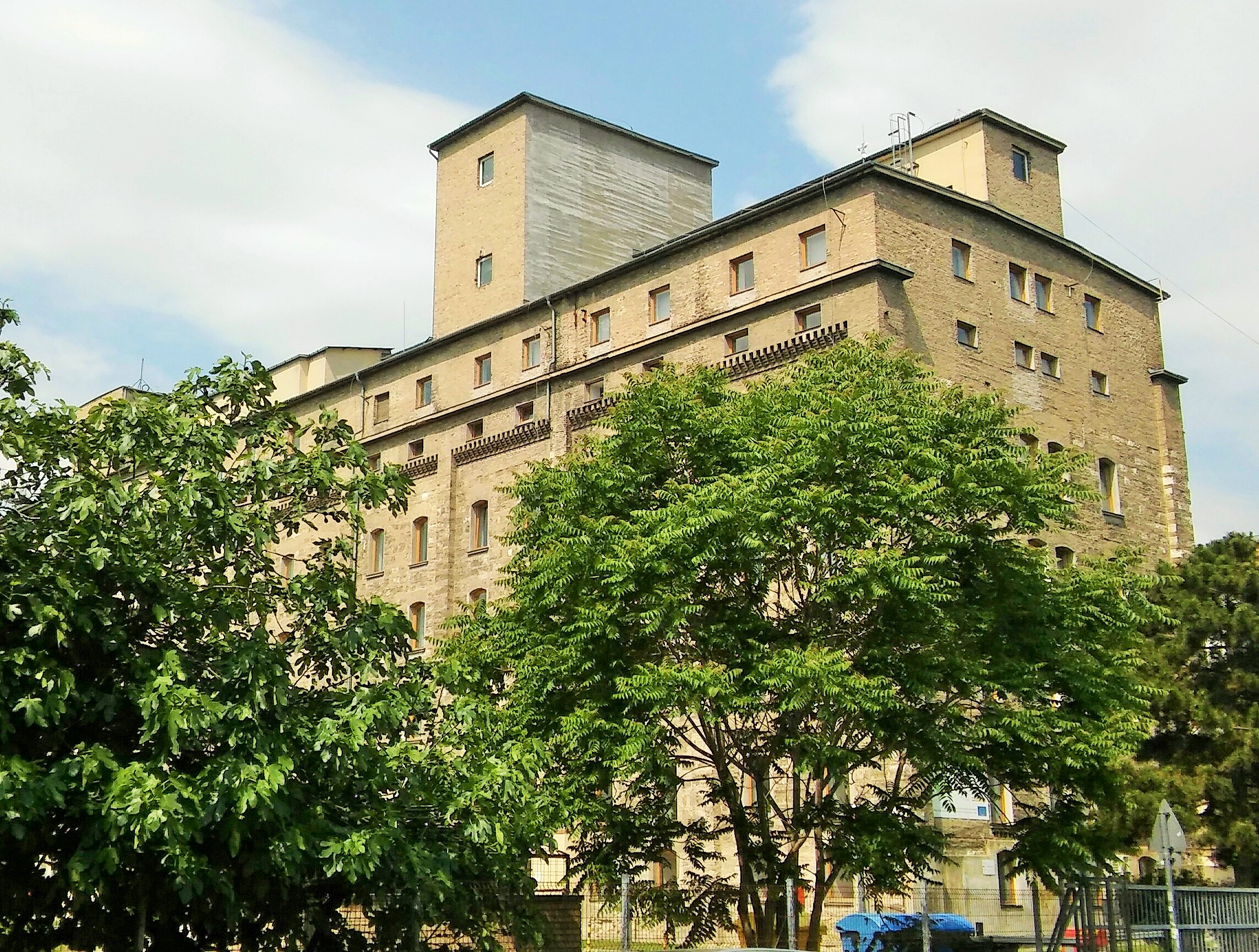